# Adelaide de Vohburg
Adelaide de Vohburg (c. 1125 – 25 de maio de 1187) foi duquesa da Suábia de 1147 até 1152 e rainha alemã de 1152 a 1153, como a primeira esposa do rei Hohenstaufen Frederico Barbarossa, o mais tarde imperador do Sacro Império Romano.

## Biografia
Adelaide era filha do margrave bávaro Diepold III de Vohburg (cerca de 1079 – 1146), fruto provavelmente de seu primeiro casamento com Adelaide (Adelajda; c. 1091 – 1127), filha do duque polonês Władysław I Herman e Judith da Suábia. Desde os tempos do imperador Henrique IV, os ancestrais de seu pai governavam o território de Egerland, na Marcha Bávara do Nordgau, que, após a morte do margrave em 1146, foi tomado pelo rei Conrad III da Alemanha.
Para consolidar seu domínio sobre Egerland, Conrad III casou seu sobrinho, Frederico de Hohenstaufen, com a filha de Diepold, Adelaide, antes de 2 de março de 1147, na cidade de Eger. Frederico acabava de retornar da Segunda Cruzada e, um mês depois, sucedeu seu pai, Frederico, o de um olho, como Duque da Suábia, adicionando o dote de sua esposa às suas propriedades.
O casamento de Adelaide e Frederico, no entanto, não foi bem-sucedido. De acordo com algumas fontes posteriores, isso ocorreu porque Adelaide cometeu adultério. Adelaide raramente fazia aparições públicas e não esteve presente na eleição de Frederico como sucessor de seu tio paterno, Conrad III, em 4 de março de 1152, nem em sua coroação como Rei da Alemanha na Catedral de Aachen, cinco dias depois.
Adelaide foi consorte de Frederico como rainha, mas o casal permaneceu sem filhos. Em 1153, Frederico pediu ao Papa Eugênio III a anulação do casamento, e a separação foi concedida e confirmada pelo Bispo de Constança em março de 1153, com a justificativa de consanguinidade. Frederico começou imediatamente a cortejar a princesa bizantina Maria Comnena, mas sem sucesso.
Agora sem ser rainha, Adelaide, aparentemente sem obstáculos por parte de seu ex-marido, logo entrou em um casamento morganático com Dieto de Ravensburg, um ministerialis a serviço do Duque Welf VI. Esse casamento produziu vários filhos.

## Morte
Dieto faleceu por volta de 1187, e Adelaide morreu pouco depois, no mosteiro premonstratense de Weißenau, perto de Ravensburg.